# Đức Phú, Mộ Đức
Đức Phú là một xã thuộc huyện Mộ Đức, tỉnh Quảng Ngãi, Việt Nam.

## Địa lý
Xã Đức Phú có diện tích 42,52 km², dân số năm 1999 là 7.858 người, mật độ dân số đạt 185 người/km².

## Hành chính
Xã Đức Phú được chia thành 5 thôn: Phước Vĩnh, Phước Thuận, Phước Đức, Phước Hòa, Phước Lộc (xưa là các thôn Vĩnh Trường, Vạn Lộc).